# A walkür
A walkür (németül: Die Walküre) Richard Wagner egyik háromfelvonásos operája, a Nibelung gyűrűje tetralógia második része. Librettóját a zeneszerző írta a Völsunga saga és az Edda-énekek alapján. Ősbemutatójára 1870. június 26-án került sor Münchenben, II. Lajos kérésére. Wagner nem volt elragadtatva az ötlettől, hogy zenedráma ciklusát "megcsonkítva" mutassák be, hisz annak csak első két része került Münchenben bemutatásra, még a bayreuthi ősbemutatók előtt. Magyarországon 1883. május 24-én mutatták be a budapesti Gyapjú utcai Német Színházban, Angelo Neumann Utazó Wagner-társulatának előadásában.
A walkür a Ring-ciklus – vagy Nibelung tetralógia – azon darabja, amely a sorozat tagjai közül önállóan is a leggyakrabban műsorra kerül. Ennek az a magyarázata, hogy e monumentális méretű alkotás viszonylag laza szállal kötődik a korábban történtekhez és bár maga is előzménye a továbbiaknak, önmagában is kerek egységet alkot.

## Szereplők
| Szereplő             | Hangfekvés                |
| -------------------- | ------------------------- |
| Siegmund             | tenor                     |
| Hunding              | basszus                   |
| Wotan                | bariton vagy basszus      |
| Sieglinde            | szoprán                   |
| Brünnhilde           | szoprán vagy mezzoszoprán |
| Fricka               | mezzoszoprán              |
| Loge                 | néma szerep               |
| Gerhilde, walkür     | szoprán                   |
| Ortlinde, walkür     | szoprán                   |
| Helmwige, walkür     | szoprán                   |
| Waltraute, walkür    | mezzoszoprán              |
| Siegrune, walkür     | mezzoszoprán              |
| Roßweiße, walkür     | alt                       |
| Grimgerde, walkür    | mezzoszoprán              |
| Schwertleite, walkür | alt                       |

## Cselekménye

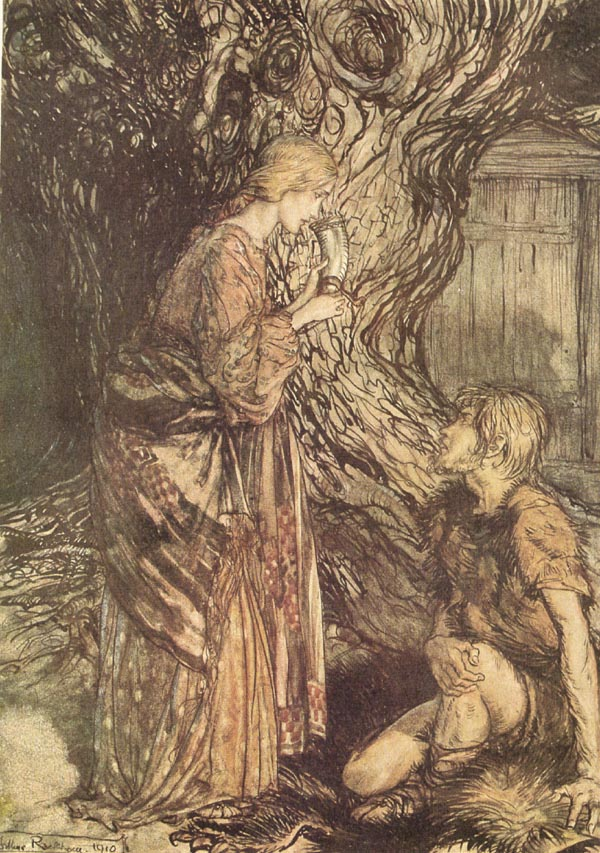
Sieglinde étellel kínálja Siegmundot

Helyszín: a Rajna vidékének sziklás tája
Idő: mondai időkben

### Első felvonás

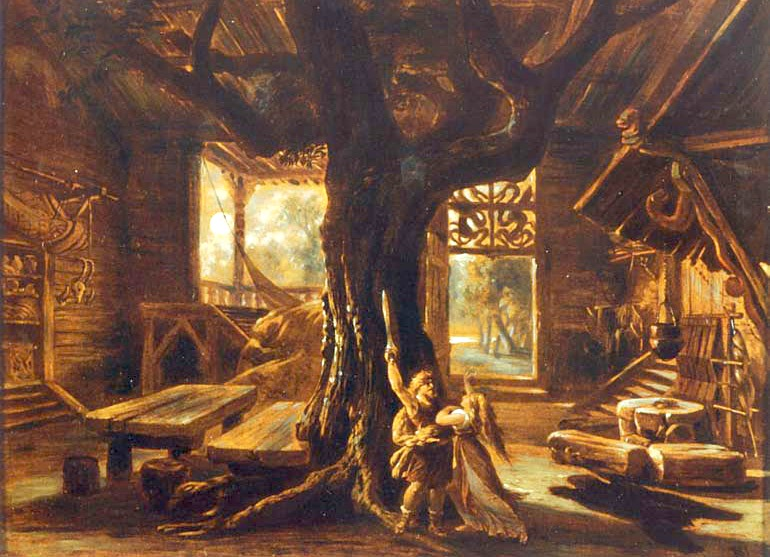
I. felvonás

Helyszín: Hunding tölgyfa köré épített háza
Hatalmas vihar tombol. Tetőpontján egy végletekig kimerült vándor, az üldözői elől menekülő Siegmund érkezik a tölgyfa köré épített egyszerű erdei kunyhóhoz. Megsebesült, fegyvereit elveszítette. A ház ajtaja kinyílik és egy ifjú asszony siet a megtépázott külsejű idegen megsegítésére. Sieglinde az, Hunding felesége. Friss vizet és mézsört kínál az ismeretlennek. A férfi felfrissülve, néhány szavas köszönet után tovább akar indulni, hogy az őt kísérő balsors ne sújtsa a segítséget nyújtót. Ő azonban megállásra készteti: nem kell oda balsors – mondja –, ahol balsors lakozik. Siegmund elfogadja a marasztalást. Csakhamar hazaérkezik a ház ura, az állig felfegyverzett Hunding. Bizalmatlanul méregeti a jövevényt és a nevét kérdezi. Siegmund Wehwalt-nak, a fájdalom emberének mondja magát. Valamikor boldogan élt szüleivel és ikertestvérével. Egy alkalommal apjával, Wolfe-fal vadászni indult. Amikor hazaértek, otthonukat feldúlva találták. Anyját megölték, húgát elhurcolták. Üldöztetésük azután is folytatódott, a sorsukra irigy emberek valóságos hajtóvadászatot folytattak ellenük. Egy összecsapást követően atyja is eltűnt mellőle, neki magának is alig sikerült elmenekülnie. Elmeséli továbbá, hogy útja során védelmébe vett egy fiatal lányt, akit családja akarata ellenére akart férjhez adni. Párharcban megölte a lány testvéreit, de a túlerő, az egyre újabb és újabb családtagok elől megint menekülnie kellett. Az üldözés során halálos sebet kapott a lány is. Hunding most már eleget tud. Hallott Wolfe nemzetségéről és maga is a védelmezett lány szélesebb családjához tartozik. Ő is ott volt az üldözők között, de ellenfelük egérutat nyert. Most azonban itt áll előtte, a kezei közé került. Éjjel nem tehet semmit, hisz az ismeretlent védi a vendégjog: szállást kért és befogadták. Ám reggel meg kell majd vívnia vele. Megparancsolja asszonyának, hogy készítse el számára az esti italt, majd mindketten aludni térnek. Lefekszik vendégük is, s egyszer csak atyját szólítja a sötétségben de azon a néven, amelyet gondosan elhallgatott szállásadói előtt. Wälse! Wälse! -hívja. Eszébe jut, hogy apja egykor egy kardról beszélt neki, amely valahol, elrejtve rá vár. Ez fogja segíteni – jövendölte –, ha bajba kerül. Ahogy aztán egy pillanatra fellángol a már pislákoló zsarátnok fénye, megakad a tekintete egy hatalmas kardon, amely csaknem markolatig döfve pihen a ház vázát képező tölgyfa törzsében. Ez lenne a varázserejű ősi kard? Az éjszaka csendjében a háziasszony visszalopózik vendégéhez. Altatót tett férje italába, így egyelőre nem kell tartaniuk haragjától. Ismeri a kard történetét. Rákényszerített násza napján egy komor arcú, ősz hajú ember tűnt föl a vendégek között. Hívatlanul érkezett. Ő döfte bele a fába. Megjósolta, hogy csak a legerősebb embernek sikerül majd kihúznia, majd amily titokzatosan érkezett, úgy távozott is. Ő, Sieglinde mindig remélte, hogy egyszer megjelenik jogos birtokosa és a karddal együtt őt is megszabadítja durva, gyűlölt urától. Amikor megpillantotta az idegent, benne vélte felfedezni a régóta várt hőst. Kitárul az ajtó és a holdfényes éjszaka, meg a tavasz varázsos illatai felébresztik a szerelmet kettejük szívében. Az asszony, mintha az egykori ősz hajú férfi szemének sugárzását látná viszont az idegen tekintetében. Siegmundnak is ismerősnek tűnik az asszony hangja. Olyannyira, hogy elárulja apja valódi nevét. Maga pedig Siegmund, Wälse fia, aki most végre átveheti jogos örökségét. Sieglinde rádöbben, rég elveszettnek hitt ikertestvére áll előtte. Siegmund most kimondja az annak idején apjától hallott szót, a kard nevét és a Nothung név említésére a penge engedelmesen követi karja mozdulatát. A testvérek boldog szerelmesekként simulnak össze, átengedve magukat a mámoros éjszaka boldogságának.

### Második felvonás
Első kép
Helyszín: Sziklás hegyi táj

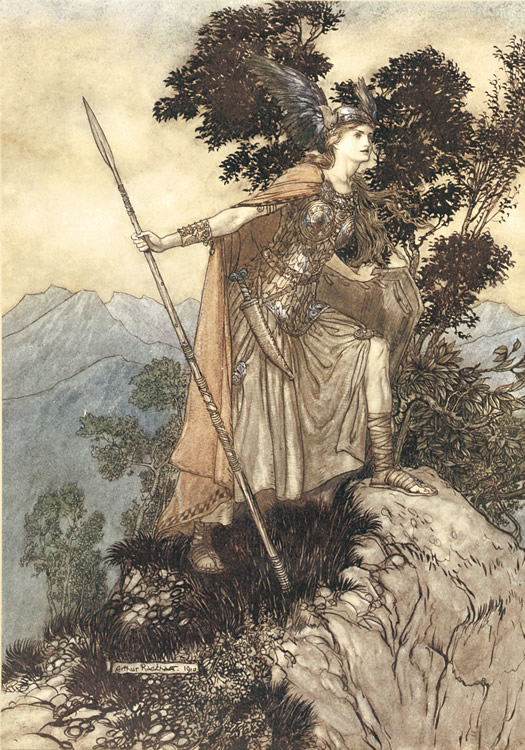
Brünnhilde (Arthur Rackham grafikája)

A Rajna-part egy magas, megközelíthetetlen sziklaormán istenek tanyáznak. Wotan, az istenek ura utasítja kedvenc leányát, Brünnhildét, a walkürt, hogy a másnapi összecsapásban Siegmundot segítse a Hunding elleni párviadalban. Jól összeszokott kettős az övék: Wotan Brünnhildén keresztül irányítja az emberek harcát, Brünhilde a végrehajtója apja parancsainak. Amint távozik, Fricka, Wotan felesége tűnik föl. Beszélni jött urával: mint a házasság, a családi tűzhely őre, nem támogathatja Siegmund megsegítését. Ellenkezőleg, Hundingnak kell győzedelmeskednie. Wotan megpróbál szembeszállni asszonyával, aztán meghátrál. A visszatérő Brünnhilde a diadalmasan távozó Fricka arcáról mindent kiolvas. Ekkor Wotan elmeséli neki a Rajna kincse, Walhalla építése, Alberich, a Nibelung gyűrűje, Freia és az óriások, Fasolt és Fafner történetét. Beszámol a gyűrű megátkozásáról és Erda intelméről, aminek köszönhetően végül nem tartotta magánál a földre bajt és szenvedést hozó ékszert. Most a sárkánnyá változott Fafner őrzi, de nem mondott még le róla Alberich sem. Ha sikerül visszaszereznie, vége az istenek uralmának, de vége az emberiségnek is. Ő maga nem szállhat nyíltan szembe tulajdonosával, hiszen közös megállapodásukkal lett Fafner annak tulajdonosa. Az volt a terve, hogy helyette egy földi lény, egy általa nevelt harcos száll majd szembe a gyűrű urával. Ezért nemzette titkos földi útján az ikerpár anyjával a Wälse nemzetséget, és látta el a varázserejű karddal, a Nothunggal, hogy – szembeszállva akár az istenekkel is – megtegye azt, amiről magának le kellett mondania. Erda, a föld anyja később kilenc leányt szült neki, a walküröket, akik a segítői lettek. Az lett a feladatuk, hogy az elesett hősöket a Walhallába hozzák. Ott új életre lelve, az istenek védelmezői lesznek, ha a harcban mégis Alberich győz és visszaszerzi a gyűrűt. Most azonban le kell mondania dédelgetett tervéről. Hiába Siegmund, hiába a földi halandó számára legyőzhetetlen kard, Fricka átlátott szándékán. Wotannak meg kellett esküdnie, hogy veszni hagyja szeretett fiát és vele minden reményét. Utasítja hát Brünnhildét, hogy másnap Hundingot segítse győzelemre a harcban. A lány tiltakozik, hisz az elbeszélésből megértette: Wotan szereti Siegmundot. A főisten figyelmezteti: szigorú büntetés lesz a része, ha szembeszegül parancsával.
Második kép
Helyszín: Völgy a sziklaszirtek között
Siegmund még mindig szerelmi lázban és a reggeli harc győzelmi reményében ég, Sieglindét azonban egyre nagyobb kétségek gyötrik. Messziről odahallatszik Hunding kürtjének hangja. A lány szemei előtt hirtelen egy látomás elevenedik meg: látja testvérét vértől borítva a földre rogyni. E pillanatban ájultan hanyatlik Siegmund karjaiba. Brünnhilde lép elő. Elmondja Siegmundnak, hogy elesik az összecsapásban, de lelke a Walhallába kerül, ahol várja már apja, más hősök és a walkürök gyönyörű kara. Sieglinde azonban nem követi őt, neki még földi feladatai vannak. Siegmundnak azonban nem kell az istenek világa. Ha Sieglinde nem lehet az övé, inkább maga öli meg, mint hogy más karjaiban kelljen majd szenvednie. Rajongása, ragaszkodása meghatja a walkürt. Elhatározza, hogy apja akarata ellenére mégis Siegmundot segíti majd. Most már közelebbről, újra felhangzik Hunding kürtje. Síegmund elbúcsúzik testvérétől, és ellenfele elé siet. A lány előtt újabb vízió bontakozik ki: egykori otthonát, a rájuk törő idegeneket, anyja legyilkolását, a maga elhurcolását látja megelevenedni. Az átélt izgalmak hatása alól csak lassan ocsúdik. Ekkor a távolban férje és testvére párviadalára lesz figyelmes. Látja, amint Brünnhilde védőn pajzsot tart Siegmund fölé. Ekkor váratlanul megjelenik Wotan és dárdájával kettétöri a Nothungot. Ebben a pillanatban Hunding halálra sújtja ellenfelét. Az istenek ura keze újra villan, és erre Hunding is holtan terül el a földön. Brünnhilde összeszedi a varázskard darabjait, az alélt Sieglindéhez siet, nyergébe emeli, és otthonába viszi. A parancsa megszegése miatt háborgó Wotan utánuk indul.

### Harmadik felvonás
Helyszín: A walkür-sziklán

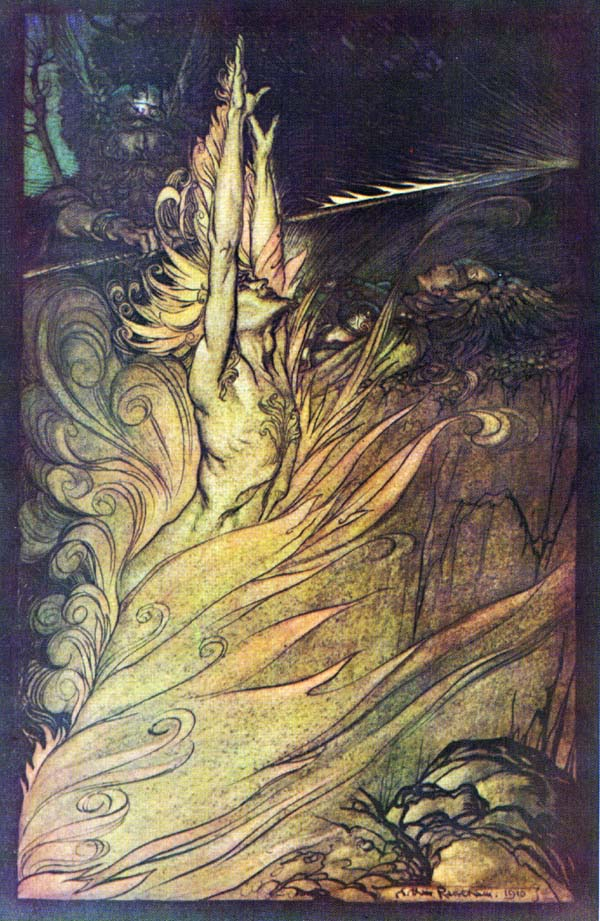
Loge lángtengerbe borítja Brünnhildét (Arthur Rackham grafikája, 1923)

Harcban elesett hősökkel nyergükben walkürök cikáznak Walhalla vára felé. Egyedül Brünnhilde hiányzik a testvérek közül, kisvártatva azonban ő is megérkezik. Általános meglepetésre azonban nem elesett harcost hoz, hanem egy asszonyt kísér. Elmeséli a többieknek, mint szállt szembe apja utasításával, és kéri a többiek védelmét. Miközben beszél, már látszik a mögötte sötétlő felhő, amelyen Wotan érkezik leányai közé. Brünnhilde most azt kéri, legalább a magával hozott asszonyt Sieglindét vegyék pártfogásukba. Ő azonban visszautasítja a segítséget. Siegmund nélkül maga sem kívánja már az életet. Ekkor Brünnhilde tudatja vele, hogy gyermeket hord a szíve alatt, Siegmund magzatát, a jövő legdicsőbb bajnokát. Sieglinde most már maga is kéri a walkürök segítségét. Segítségkérése elutasítása után keletre indul, és egy távoli erdőben húzódik meg, közel ahhoz a helyhez, ahol Fafner sárkányként őrzi barlangját. Ezt a tájat ugyanis gondosan kerüli Wotan, így biztonságban nevelheti föl majd gyermekét, akit Siegfriednek fognak majd hívni. Brünnhilde lelkére köti még, az ifjú, ha felnő, darabjaiból kovácsoltassa újra a Nothungot, amely védelmezője lesz a harcban. Sieglinde távozik, Brünnhilde pedig várja Wotan büntetését. Az istenek ura elküldi a többieket: számadásuk csak kettejükre tartozik. Bár büntetnie kell, önvád gyötri. Leánya legtitkosabb kívánságát teljesítette, azt, amit mindig szeretett volna. Jól tudja ezt leánya is, ezzel igyekszik védeni is magát. Hiába azonban, bűnhődnie kell. Wotan már határozott: álmot fog lányára bocsátani, nyugalmát lángtenger őrzi majd. Ezt az akadályt csak a legbátrabb harcos, a hősök hőse fogja tudni áttörni, és a maga számára felébreszteni. A főisten magában már a születendő Wälsung-ivadékra gondol, remélve, hogy mégiscsak megvalósul álma, legföljebb egy nemzedékkel később. Fájdalmasan búcsúzik legkedvesebb leányától, majd Logét, a tűzistent szólítja, hogy fellobbanjanak a gyermeke álmát őrző lángok.

## Drámai elemzése
Az Erdával történt találkozás felnyitotta Wotan szemét, és örök félelem rabjává válik. A gyűrű Fafner kezében, aki most sárkány alakjában őrzi egy barlang mélyén. A Neidhöhle bejárata előtt Alberich vár a kellő pillanatra mikor tudja visszaszerezni a gyűrűt, amivel el tudná pusztítani az istenek új hajlékát. Félve attól, hogy Alberich megszerzi a gyűrűt és bosszút áll az isteneken, Wotan azon fáradozik, hogy maga tegye jóvá az általa okozott balsorsot. Ez egy módon lehetséges: vissza kell adni a gyűrűt a rajnai sellőknek. De Wotan, aki a szerződéseken alapuló isteni rend őre, ezt nem teheti meg, nem rabolhatja ki azt, akit ő maga fizetett meg. Másnak kell ezt helyette megtennie, mégpedig szabad elhatározásból, egy hősnek, az emberiség gyermekének.
A Nibelungenmythos első prózai vázlatában Wagner a következőképpen öntötte szavakba Wotannak a hősbe vetett hitét: „Az emberre akarják tehát isteni mivoltukat átruházni s ezzel erejét annyira megnövelni, hogy erejének tudatában maga utasítsa el az isteni segítséget, hogy szabad akaratából azt tehesse, amit értelme sugall. Erre a fennkölt hivatásra, saját vétkük jóvátételére nevelik most már az istenek az embert, s akkor érnek célt, amikor ebben az emberi teremtésben önmagukat semmisítik meg, vagyis az emberi öntudat szabadságát megteremtve, maguk mondanak le közvetlen befolyásukról.”
A Wotan által megálmodott, Prométheuszhoz hasonló szabad hős azonban nem jelentkezik magától. Az isteni szikrának az emberi nem legfelsőbb urától kell jönnie. Wälseként Wotan egy emberi nőt teherbe ejt, aki megszüli neki Siegmundot és Sieglindét, a jövő reménységét. Wotan az istenek és emberek minden törvénye elleni lázadónak neveli fiát. Siegmund és Sieglinde osztja a kiválasztottak sorsát, anélkül, hogy ismerné küldetését: Sieglindét elrabolják, és olyan férfival (Hundinggal) kényszerítik házasságra, akit nem szeret; Siegmund pedig menekülés közben nyomát veszíti atyjának, és hazátlanul, békétlenül bolyong a világban. Kettejüknek Hunding hajlékában történő találkozásával indul A walkür cselekménye.
Az első felvonás központi motívuma a szerelem, amelyben a remény és beteljesülés ígérete izzik. A fivér és nővér közötti kivirágzó szerelem egészen más jellegű, mint a mitológiai szereplők esetében. A mitikus szféra itt alakul át az emberi szférává, az érzelmek felszabadulása és a kényszerházasságból való kiszabadulás szférájává.
A felvonás érzelmi tetőpontját akkor éri el, amikor Siegmund kihúzza a varázskardot a kőrisfából. A kard, amelyet Wotan Sieglinde nászának napján markolatig döfött a Hunding hajlékában gyökerező kőrisfa törzsébe, hogy fia egykor majd „a legnagyobb ínségben” megtalálja és elnyerje: a hősvárás önáltató reménységének jelentős szimbóluma.
A testvérek egymásra találásának első áldozata Hunding, Fricka szolgálója. Az erdész azonban nem a gonoszság megtestesítője, hanem sokkal inkább az emberi erkölcsi törvények képviselője, a jámborságé. Ragaszkodik nemzetségéhez, ettől remél segítséget, de ugyanakkor képes azt megvédeni. Meglátja Siegmundban a világi rend ellenségét, aki nem csak a törvényeket nem tiszteli, de szerelemben egyesült saját testvérével is. Kettejük viadalát az istenek viadala kíséri, mégpedig Fricka, aki a házasság szentségét őrzi és Wotan viadala. Fricka azonban rámutat, hogy nem lehet úgy hőst nevelni, hogy az olyat tesz, ami az istenek számára is tilos. Wotan meghátrál ugyan, de áthidaló megoldást talál: felkéri lányát Brünnhildét, hogy ő ölje meg Siegmundot. Brünnhildében ekkor tudatosul, hogy Wotan kész lemondani vágyairól, reményeiről, hogy győzött Fricka merev eszmevilága, hogy helyzetéből nincs kiút, és ettől megundorodva már csak saját vesztét kívánja. Brünnhildét megrendítik az események, de apja parancsának engedelmeskedve megjelenik Siegmund előtt, és tudatja vele, hogy sorsa a halál. Siegmundot azonban mindez hidegen hagyja, feltétlen és határtalan szerelmében visszautasítja a túlvilági boldogságot, kigúnyolja az istenek urát, és kész a szeretett nőt is magával vinni a halálba. Siegmund elszántsága és szerelme megdönti Brünnhilde engedelmességét, aki védőként az oldalára áll. Így maga Wotan kénytelen közbelépni és dárdájával széttöri Siegmund kardját. A hős holtan esik össze. Brünnhilde kimenti Sieglindét, és ígéretet tesz neki: Élj, ó asszony, a szerelemért, egy Wälsung növekszik öledben!. A walkűr tudja, hogy Siegmund és Sieglinde gyermeke lesz majd az, akinek valóban sikerül majd felülkerekednie az istenek hatalmán, ő lesz az akire Wotan áhítozik. A két nő a halál és a megsemmisülés erői ellen, az élet és a jövő szolgálatára szövetkezik.
Brünnhildét- aki korábban a halál angyalaként lépett Siegmund elé- atyja bukott angyalként kitaszítja Valhallából. Brünnhilde meghajlik apja akarata előtt, és vállalja a rá kirótt büntetést, de mindez csak látszat, mert a valóságban elősegíti apja megtisztulását. Elmondja mennyire megszégyenült, amikor szembenézett az ember panaszával, a szabad szívek szerelmével. Egyedül azért lázadt fel annak szándéka ellen, aki maga palántálta szívébe a Wälsungok szeretetét.
A walkür utolsó jelenete Wotan számára önvizsgálatot jelent. Most kezdi felismerni, hogy igazságtalan volt Brünnhildéhez. A valkűr eléri, hogy apja szívében a diszharmónia feloldódjon. Az isten itt búcsúzik ifjúsága álmaitól, attól az elképzeléstől, hogy a világ rendjét istenek tartsák fenn. Fel kell adnia azt a tervét, hogy saját magát megmentse, és fenntartsa az istenek hatalmát, és helyreállítsa a világ egyensúlyát. Lassan rájön, hogy egy istenek nélküli világrend van születőben.
Wotan mély álmot bocsát „vágyainak gyermekére” („Wunschkind”), hogy bármely arra járó férfi felébreszthesse, és nejévé tehesse. Nem hallgat már Brünnhildére, aki a hősről, Sieglinde születendő gyermekéről szól, de nem hallja leányának szavait, amelyekben tudtára adja, hogy Sieglinde magával vitte az eltört kard darabjait. De amikor a leány végső kétségbeesésében egy lángoktól övezett sziklaorom látomását idézi fel, amely megvédhetné álmában a gyáva, őrá rátalálóktól, Wotan előtt még egyszer felvillan annak a jövőnek a képe, amely Brünnhildével együtt elhagyja őt. Teljesíti tehát Brünnhilde kérését, lángra lobbantja tehát azt a tüzet, amit majd csak a legbátrabb férfi mer áthágni, és kimondja a varázsigét: Aki rettegi dárdám hegyét, soha át ne lépje a tüzet!

## Zenéje
A Walkür első felvonásának zenekari bevezetése vihart érzékeltet és komor d-moll fatalizmusával Sieglinde megfordított mozgásirányú, bájjal és vágyakozással teli motívuma áll szemben. Ez a kezdetben még csupán illusztrációra szolgáló képlet emelkedő és süllyedő mozgásával a születést, a keletkezést és az elmúlást szimbolizálja, amint azt A Rajna kincsében Erda-témája. Ez a motívum azért különleges, mert nem egyéb, mint a gyűrű-motívum megfordítása. Ugyanennek a Sieglinde-motívumnak az ívelt körvonalait követi egy másik, igen kifejező és szintén a Wälsung-párt, valamint annak gyászos sorsát jellemző basszusmotívum. Amikor Siegmund és Sieglinde pillantása első ízben találkozik, egy szólógordonka háromszor egymás után, fokozásban szólaltatja meg a Siegmund-motívumot, amelyből kiválik a Wälsungok szerelmének dallama. A Wälsung-motívumok közé tartozik végül a Wälsungok tragédiájának motívuma is, amely a második jelenetben lezárja Siegmund elbeszélését.
A Wälsungok tragédiájának motívuma is előlegezi az Az istenek alkonya gyászindulóját. A dallamban ott rejlik A Rajna kincse fanfár-motívuma is, vagyis a fény jelképe. Ugyanennek a témának világosabb és vigasztalóbb folytatása az óriások nemzetségének ivadékaként jellemzi Hundingot (az óriások motívuma), amely a gyűrű és a dárda motívumát, tehát a hatalom és a törvény jelképeit fűzi össze. Wagner zenéje mintegy hidat épít egy első látszatra alkalminak tűnő elbeszélés és a mindent egybefogó, fölérendelt eszmeiség közé, amikor Siegmund utolsó harcáról készül szólni. Siegmund szerelmi dala a Ring önmagában is megálló, melódiáinak egyike (Winterstürme wichen dem Wonnemond). A kard- és fanfármotívumok ötvözése, amelyek az isteni hős-eszméjének születését szimbolizálják. Siegmund és Sieglinde szerelmi jelenete képezi a drámai tetőpontot.
A második felvonás zenekari bevezetése kiváló példája a Ring zenéjében érvényesülő szimfonikus fejlesztésnek, kibontakozásnak, ami a felkiáltássá magasodott kardmotívummal kezdődik. Ehhez a Wälsungok szerelmének motívuma kapcsolódik, amely most elaprózottan és szekvencia-láncolatban száguldva A Rajna kincséből ismert menekülés- és vészmotívumok alakját ölti. Végül megnövelt hangközökben ölt új formát, amelynek fontos összhangzati alkotó eleme a bővített hármashangzat. A motívumnak ez a formája készíti elő a walkürök Hojotoho-kiáltását, amely röviddel ezután, Brünnhilde fellépésekor hangzik fel. E ritmikus motívum láncolatából keletkezik a walkürök. A motívum eredeti, nagyobb formája diminuálva a walkürök lovaglásának motívuma lesz. A Wotan és Fricka között lezajló jelenetben a dárda motívuma bizonyos tekintetben szubjektívvé válik, és ez a változata Wotan fokozódó elkedvetlenedését jelenti. Fricka távozása után, Wotan kétségbeesett kitörésekor az elkedvetlenedésnek ez az irányvonala megfordul és a magasba törve az átok motívumába torkollik.
Wotan nagy monológja a drámai, vagyis a már ismert vezérmotívumok szimfonikus pillérein nyugvó énekbeszédnek valóságos mintaképe. Dramaturgiai szempontból a Ring folyamán ismételten alkalmazott módszerről van szó, amelynek lényege, hogy az eddig történteket az újabb események előtt sűrítve összefoglalja. Az egyik csúcspont akkor következik be, amikor Wotan panaszához a szerelmi ínség motívuma hangzik fel; a másik, amikor lemondása, belenyugvása a Valhalla-motívum kétszer egymás utáni eltorzulásában fejeződik ki, amelybe középszólamként az arany fanfárja szövődik. Siegmund és Sieglinde ezután következő megrázó jelenete zeneileg szintén a már ismert motivikus anyagból épül: új motívum vezeti be a halál-hírének jelenetét. Ez a sorsmotívum első ismétlődése után rögtön nagyobb témává fejlődik, és a nagy halálhíradás-jelenet zenei alapgondolata lesz.
A harmadik felvonás előjátékában és walkür-jelenetében a második felvonás kezdetén már megjelent walkür-motívumok szélesívű és rendkívül kifejező kidolgozása hallható. Ezek: a walkürök témája, a walkürök lovaglásának és Hojotoho-kiáltásának motívumai. Ez viharzó zenei ábrázolás főleg az itt következő Brünnhilde-Sieglinde-jelenet hangulati előkészítésére szolgál. Amikor Wotan elűzi a sziklaoromról a walkűröket, a vihar elcsendesedik. Az elkedvetlenedés, a rosszkedv basszusmotívumában még ott dübörög az isteni harag, de annak mintegy tükörképeként fafúvós motívum csendül fel, amely Brünnhildéhez fűződve félénken valami újféle jelentést igyekszik adni e kedvetlenségnek. Az így újonnan keletkező motívum a Brünnhilde szavait hordozza. Ez Brünnhilde az egész világ iránt érzett szeretetének, a világ jövőjébe vetett hitének témája. Az előadás végén felcsendül Loge tűzláng motívuma, amikor lángokkal körülveszi Brünnhildét..

## Híres részletek
- Ein Schwert verließ mir der Vater - Siegmund kard-monológja (első felvonás)
- Der Männer sippe saß hier im Saal - Sieglinde elbeszélése (első felvonás)
- Winterstürme wichen dem Wonnemond – Tavaszi dal (első felvonás)
- Siegmund heiß’ich und Siegmund bin ich - Siegmund és Sieglinde kettőse (első felvonás)
- So ist denn aus mit den ewigen Göttern - Fricka monológja (második felvonás)
- Siegmund! Sieh auf mich! Ich bin’s, der bald du folg’st - Brünnhilde és Siegmund kettőse (második felvonás)
- War es so schmählich, was ich verbrach - Brünnhilde könyörgése (harmadik felvonás)
- Leb’wohl, du kühnes, herrliches Kind - Wotan búcsúja és tűzvarázs (harmadik felvonás)